# الأرمن في تبليسي

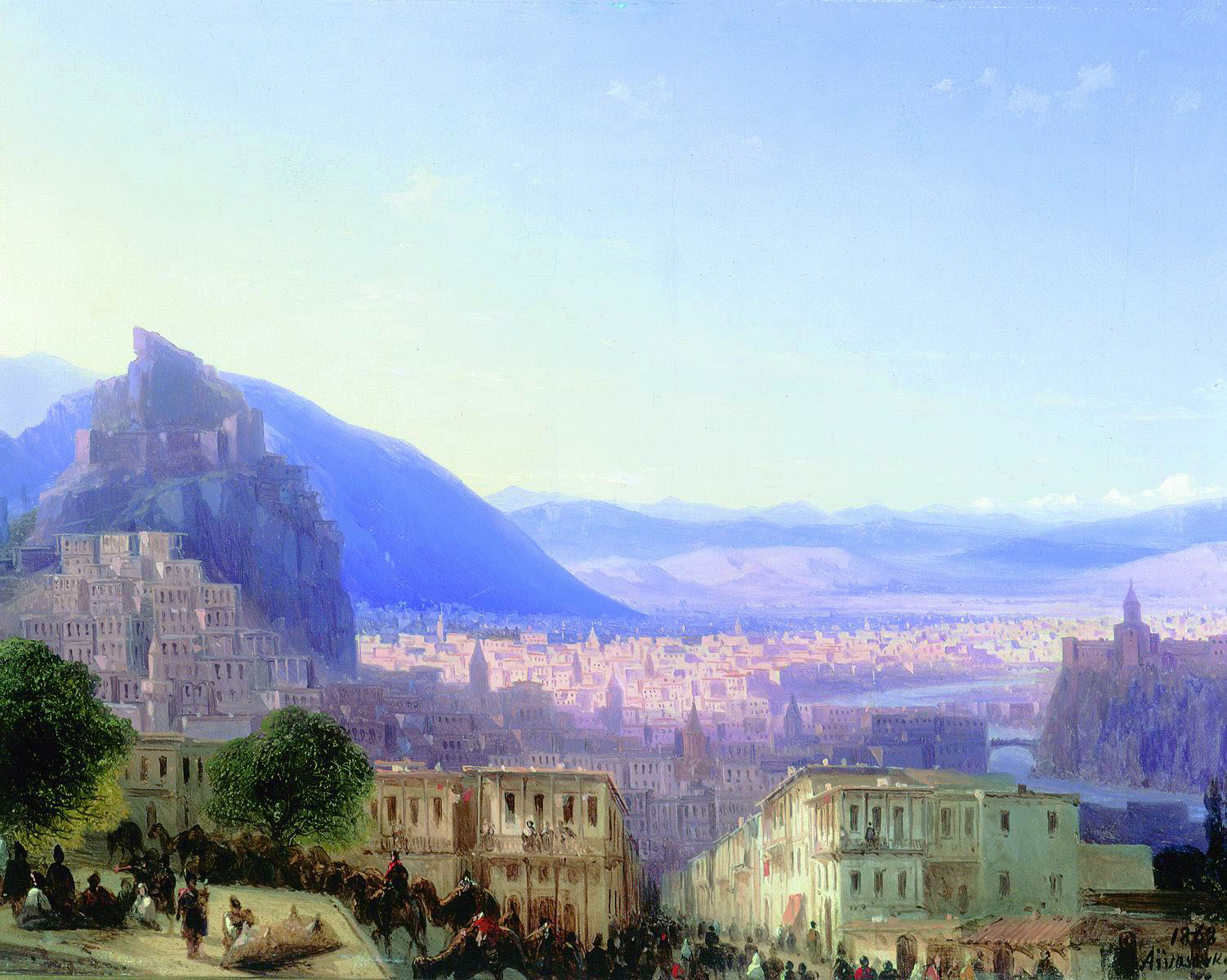
منظر لتبليسي بريشة الرسام الروسي الأرمني إيفان إيفازوفسكي؛ تعود لعام 1868.

كان الأرمن تاريخيًا واحدة من المجموعات العرقيّة الرئيسيّة في مدينة تبليسي، عاصمة جورجيا. حاليًا الأرمن هم أكبر أقلية عرقية في مدينة تبليسي ويشكلون حوالي 7.6% من السكان. هاجر الأرمن إلى الأراضي الجورجية في العصور الوسطى، أثناء حكم المسلمين لأرمينيا. وشكلوا أكبر مجموعة من سكان المدينة في القرن التاسع عشر. وتظهر الأرقام الرسمية الجورجية لعام 2002 أن عدد الأرمن في تبليسي حوالي 82,586 نسمة.
كانت تبليسي أو تفليس (كما يسميها معظم الأرمن) مركزًا للحياة الثقافيّة والفنية والأدبية والموسيقية للأرمن في الإمبراطورية الروسية من أوائل القرن التاسع عشر وحتى أوائل القرن العشرين. وكانت المركز الثقافي الثاني بعد القسطنطينية.